# Mattias Andersson (illustratör)
Mattias Andersson, född 1986, är en svensk illustratör, tecknare och animatör.

## Bioografi
Andersson växte upp i Saxnäs i södra Lappland. Konstfack och Högskolan i Jönköping startade 1996 Sveriges då enda utbildning i animation som förlades till Eksjö. Andersson genomgick denna utbildning innan han vidareutbildade sig i spel- och 3D-grafik vid kandidatprogrammet i speldesign och programmering på Campus Gotland i Visby.
Andersson är styrelseledamot i spelföretaget Green Leap Games AB och driver sedan 2024 det egna bolaget Mattimation AB.